# José Morroni

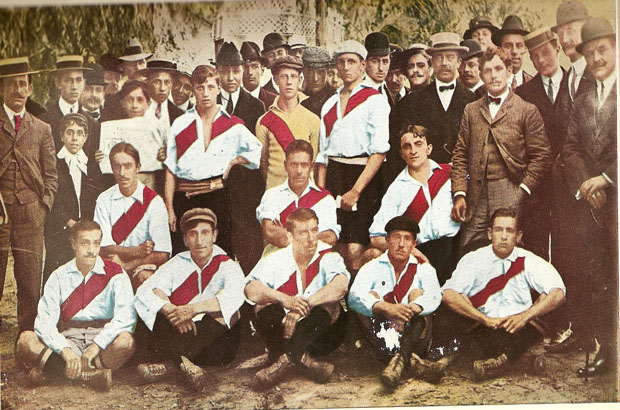
O River Plate campeão do ascenso em 1908. Morroni é o segundo jogador agachado.

José Morroni foi um futebolista argentino. 
Chiappe é um dos maiores ídolos do River Plate, e um dos primeiros: grande meio-campista da época, jogou ainda no início da existência do River, tendo sido determinante na conquista da segunda divisão em 1908 (primeiro título da equipe).
Ficou mais famoso, porém, pelo cavalheirismo e fair play: no primeiro ano do clube na elite, em 1909, o River enfrentava o Lomas, tradicional equipe (era pentacampeã argentina) que encontrava-se em decadência (a equipe terminaria rebaixada naquele ano e desativaria seu departamento de futebol, sendo hoje uma equipe que prioriza o rugby), quando o árbitro apitou incorretamente um pênalti a favor do River.
Mesmo os jogadores riverplatenses avisaram o juiz de que a penalidade não ocorrera, mas este manteve a sua decisão. Morroni, encarregado de cobrar, chutou então deliberadamente contra a bandeirinha de escanteio.